# Antoni Malecki (biskup)

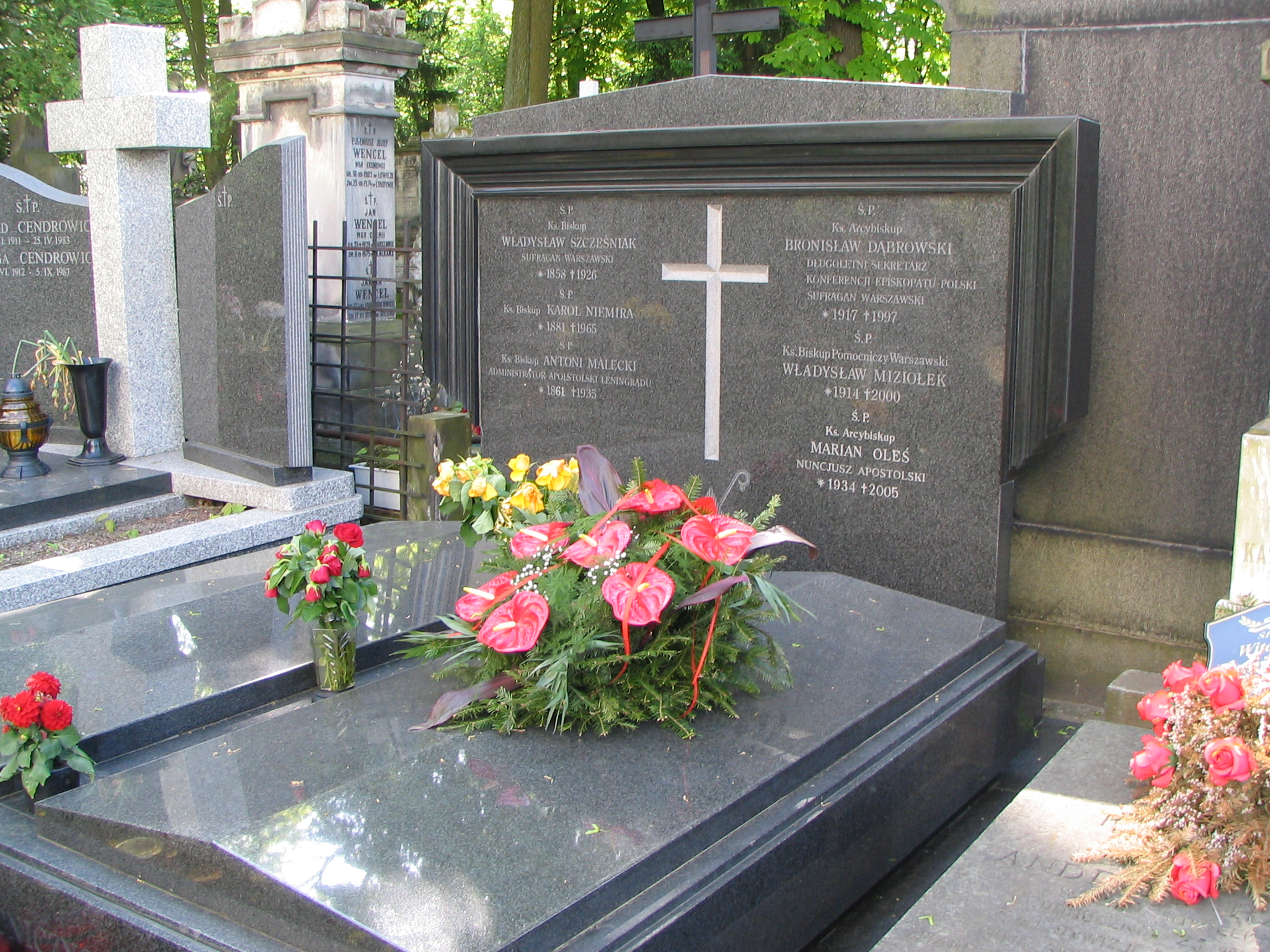
Nagrobek bpa Antoniego Maleckiego

Antoni Malecki (ur. 5 listopada?/17 listopada 1861 w Petersburgu, zm. 17 stycznia 1935 w Warszawie) – polski biskup rzymskokatolicki, działacz polonijny w Petersburgu, biskup pomocniczy mohylewski i administrator apostolski Leningradu.

## Życiorys
Podjął studia w Nikołajewskiej Akademii Inżynieryjnej, której nie ukończył, gdyż postanowił wstąpić do katolickiego seminarium w Mohylewie. Po uzyskaniu święceń pełnił posługę w Witebsku i Mińsku. W wieku 24 lat przebywał w Turynie poznając owoce pracy wychowawczej księży. Za sprzeciw wobec antykatolickiej polityki carskiej skazany w 1886 na 6 miesięcy więzienia. Następnie osiedlił się w Petersburgu, gdzie mieszkał do rewolucji bolszewickiej. W tym czasie związany był z kościołem pw. św. Stanisława i zorganizował w stolicy Rosji szereg katolickich instytucji charytatywnych i opiekuńczych oraz edukacyjnych. Początkowo wychowywał ubogie dzieci, a w 1890 założył ochronkę, ponadto otworzył warsztaty kowalskie i ślusarskie w 1900). W 1907 był inicjatorem szkoły średniej z polskim językiem wykładowym. Pod miastem Ługa założył miasteczko dla dzieci chorych do 10 roku życia.
Po wybuchu I wojny światowej działacz Polskiego Towarzystwa Pomocy Ofiarom Wojny. W 1918 został wikariuszem generalnym archidiecezji mohylewskiej. Więziony przez władze sowieckie w latach 1923-1925 w łagrach koło Archangielska. 13 sierpnia 1926 mianowany biskupem tytularnym Dionysiana i konsekrowany na biskupa pomocniczego mohylewskiego oraz administratora apostolskiego Leningradu. Uwięziony ponownie w 1930, został skazany na 10 lat zesłania na Syberię w okolicach Bracka, w kraju Buriatów nad rzeką Angarą zwolniony w wyniku starań rządu polskiego ze względu na zły stan zdrowia w 1934. W kwietniu 1934 przybył do Polski i zamieszkał w Warszawie. Ciężko chory przebywał w lecznicy (sanatorium) sióstr Elżbietanek. Zmarł tamże 17 stycznia 1935 w wyniku wycieńczenia organizmu. Pierwotnie został pochowany w podziemiach katedry warszawskiej. Później szczątki przeniesiono do grobowca biskupów pomocniczych warszawskich na cmentarzu Powązkowskim w Warszawie (kwatera 11-3-2/3).

## Odznaczenie i upamiętnienie
- Order Świętej Anny III klasy
- Tablica poświęcona biskupowi na ścianie kościoła św. Stanisława w Petersburgu odsłonięta w 2000
- Tablica poświęcona biskupowi na ścianie Domu Kierbedzia (ul. Kiryłowska) w Petersburgu z 2006[1]